# Vinmögel

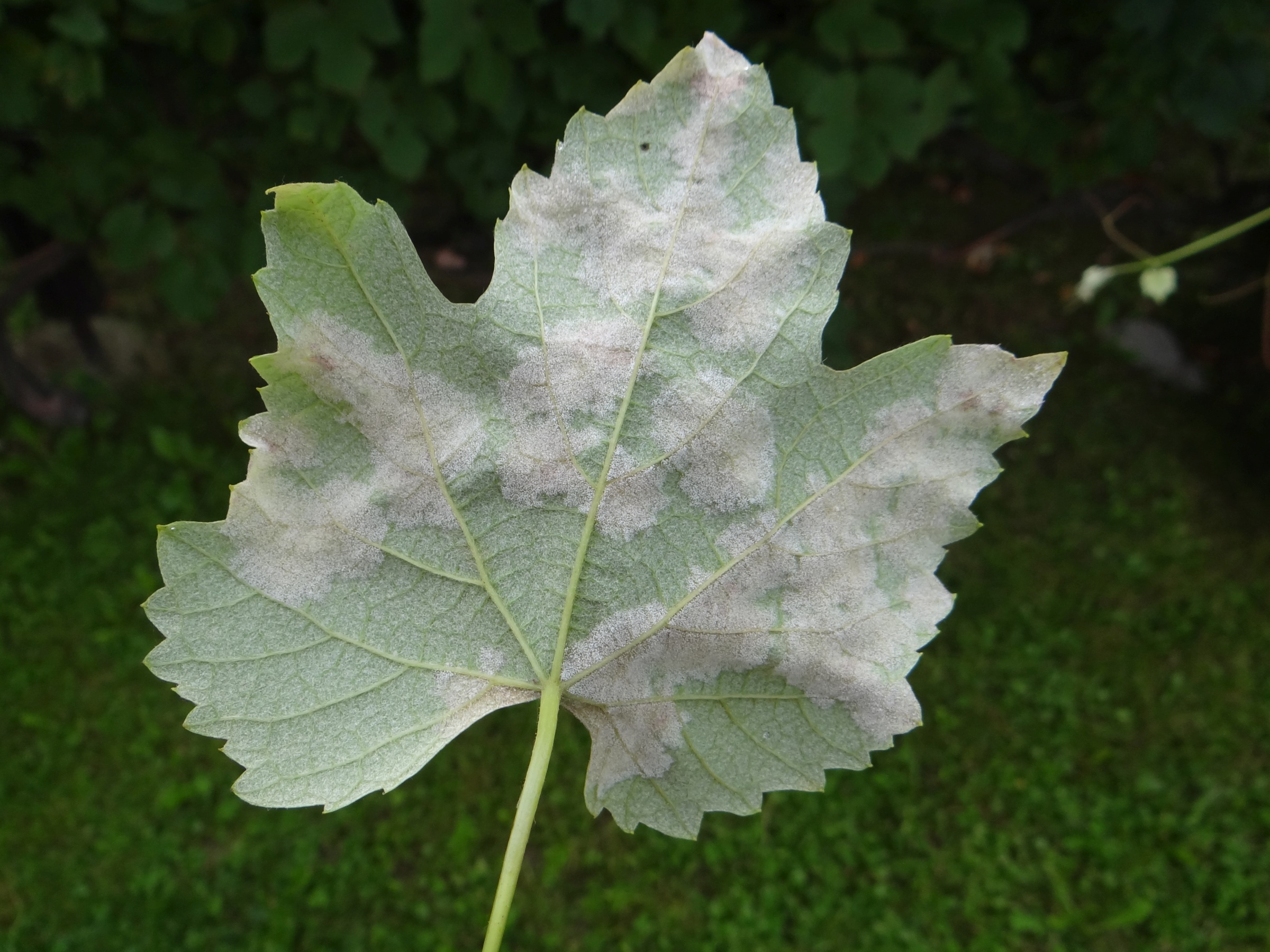
Plasmopara viticola

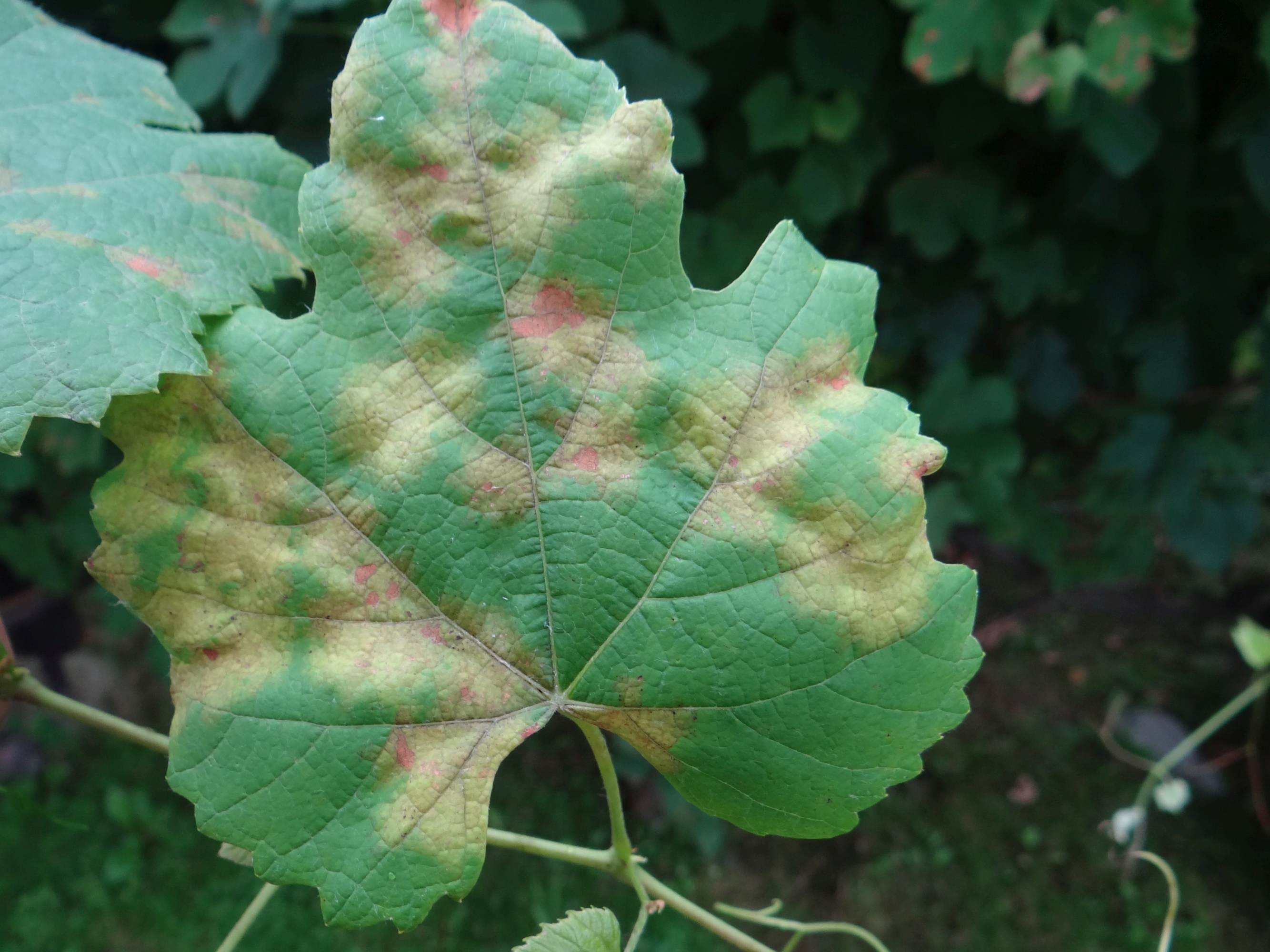
Plasmopara viticola, ovansida.

Vinmögel är ett äldre namn för Mildiou, som är en sjukdom på vinplantan (Vitis vinifera), framkallad av en algsvamp*,  med det vetenskapliga namnet Plasmopara viticola. Mildiou är det franska ordet och det är det som används i en del modern facklitteratur. På engelska säger de vanligen "Downy Mildew" och ibland "Grapewine Downy Mildew". På svenska förekommer begreppet "Bladmögel".
Algsvampen visar sig först på bladens undersida med ett vitt, stoftliknande överdrag, men visar sig snart på övriga delar av växten. De svårt angripna bladen torkar och ramlar av i förtid. Inom några få dagar kan en förut kraftig vinplanta stå bladlös och inga druvor kommer till utveckling. Sjukdomen är inhemsk i Nordamerika, där den åtminstone sedan 1800-talets mitt varit känd under namnet "grape vine-mildew". Till Europa kom den 1877 eller 1878. Den spred sig mycket hastigt, så att den redan 1880 var känd längs Medelhavets europeiska kuster, från Spanien till Grekland. I Europa har sjukdomen i allmänhet visat sig mera elakartad än i ursprungslandet. Många medel har prövats för att bekämpa sjukdomen. Verksammast är besprutning med bordeauxvätska med tillsats av socker, för att få vätskan att stanna kvar på bladen. De sålunda besprutade plantorna behåller sina blad friska och gröna ända till hösten, och druvorna når mognad. Sådan besprutning är vanlig i alla vinodlande länder men på grund av att mycket koppar i jorden är giftigt har t.ex. EU börjat reglera användandet. Moderna fungicider har delvis ersatt Bordeauxvätska (2023).
- Plasmopara viticola  är inte en mögelsvamp (tillhör inte svampriket)  utan tillhör gruppen Algsvampar (Oomycota)  en grupp av Protister, Stramenopiler